# Drusilla (cràter)
Drusilla és un cràter amb coordenades planetocèntriques de -12.76 ° de latitud nord i 53.53 ° de longitud est, sobre la superfície de l'asteroide del cinturó principal (4) Vesta. Fa 20.34 de diàmetre. El nom fa referència a Júlia Drusil·la, una noble romana, segona filla de Germànic i Agripina, germana de Gai Agripa, i va ser adoptat com a oficial per la UAI el 28 de febrer de 2012.